# Bajío

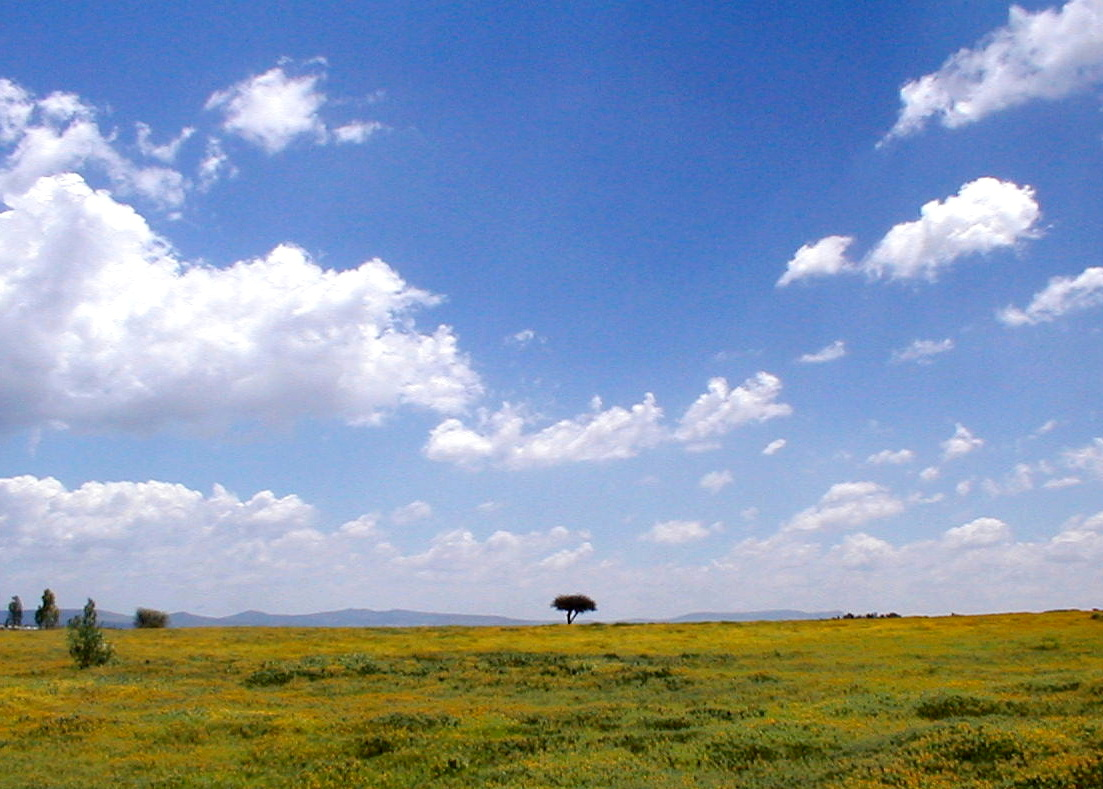
Paisagem do bajío mexicano na região de San Miguel de Allende.

O Bajío (em português terras baixas) é uma região do planalto mexicano, no centro do país, que inclui as planícies a sul da Sierra de Guanajuato no estado de Guanajuato, bem como partes dos estados de Querétaro (o Vale de Querétaro), Michoacán (em particular a zona em redor de Zamora de Hidalgo), Aguascalientes, zona oeste de Jalisco, e San Luis Potosí.
Na linguagem popular o termo é geralmente associado aos estados de Guanajuato e Querétaro, apesar de ser apenas uma parte destes. Caracteriza-se pela existência de uma agricultura intensiva e bastante mecanizada, com uma precipitação anual da ordem dos 700 mm (uma das mais elevadas do México). Durante a época colonial, esta região era conhecida como o celeiro da nação.
O bajío é também conhecido por ser um dos bastiões católicos mais conservadores do México e por ter sido nesta região que em Abril de 1915, Álvaro Obregón travou várias batalhas decisivas contra Pancho Villa, que perdeu em junho, fora da cidade de Celaya.

## Origem
O Rio Lerma é a principal corrente de água a região, a população se encarregou de drenar uma série de lagos que estavam na área e para escavar o canal, e deu lugar a um vale único que conecta o rio.
Esta região é assim chamada porque seus vales, planícies e colinas estão em um nível acima do nível médio do mar, e mais baixo em relação às regiões que limitam, sua altitude varia entre 1 600 e 1 800 metros acima do nível médio do mar.

### Geografia
Estados que compõem o Bajio são: Guanajuato, Michoacán e Querétaro.
Os territórios ao redor do formulário Bajío forma uma barreira natural de montanhas localizada ao oeste, no planalto de Jalisco, no norte na Sierra Gorda de Guanajuato, a leste das montanhas de Queretaro e o Eixo Neovulcânico ao sul de Michoacán.

### Concentrações Urbanas
No Bajío não existem grandes cidades, mas possui um sistema único de quase 30 cidades medianas com mais de 100 mil habitantes cada uma. Suas principais cidades são León em Guanajuato que é a sexta cidade do país com cerca de 1 milhão 500 mil habitantes, e segue na região, Querétaro e San Luis Potosí com cerca de 1 milhão 100 mil habitantes cada uma, Morelia e Aguascalientes com 750 mil, e finalmente Celaya e Irapuato com 500 mil habitantes cada uma aproximadamente.
- Estado de Guanajuato
  - Celaya
  - Irapuato
  - León
- Estado de Querétaro
  - Querétaro
  - San Juan del Río
- Estado de Jalisco
  - Tepatitlán de Morelos
- Estado de Aguascalientes
  - Aguascalientes
- Estado de Michoacán
  - Morelia
  - La Piedad
  - Zamora de Hidalgo
- Estado de San Luis Potosí
  - San Luis Potosí